# Vonder (molen)
Een vonder is een aandrijfwiel van een molen, tegenwoordig heet dit de bonkelaar.

## Gebruik van het woord
Het woord Vonder wordt tegenwoordig niet meer gebruikt. Wel worden er nog veel locaties, plaatsen en straten naar vernoemd. 
Zo heb je bijvoorbeeld; 
- Knooppunt het Vonderen op de A73-zuid
- Woonwijk Hoogvonderen in Roermond
- Het Vonder wordt veel gebruikt als straatnaam in het oosten van Brabant en Noord-Limburg
- Basisscholen met de naam de vonder in Borne, Raamsdonksveer en Wanneperveen